# Ke Karlovu
Ke Karlovu je ulice v Praze 2 na Novém Městě, která vede z Karlova k ulici Ječná. Je dlouhá přibližně 700 metrů.

## Historie
Ulice se do poloviny 19. století nazývala Karlovská, poté U Karlova (1857–1947) a nyní Ke Karlovu (od 1947).
Je pojmenovaná podle části Prahy zvané Karlov, kde se nachází Kostel Nanebevzetí Panny Marie a Karla Velikého s klášterem augustiniánů kanovníků, založený císařem Karlem IV.

## Poloha a dopravní funkce
Ulice začíná (podle číslování domů) na křižovatce s ulicí Boženy Němcové a od ní vede severním směrem.
- křižovatka s ulicí Albertov
- křižovatka s ulicí Wenzigova
- křižovatka s ulicí Apolinářská
- odbočení do ulice Na Bojišti
- křižovatka s ulicí Kateřinská

Končí na křižovatce s ulicí Ječná.
V úseku Boženy Němcové–Wenzigova je obousměrná, v úseku Wenzigova–Kateřinská je jednosměrná, v úseku Kateřinská–Ječná je jednosměrná od ulice Ječná.

## Významné body v ulici
- po celé ulici se nachází několik klinik a ústavů Všeobecné fakultní nemocnice v Praze
- Karlov
- Kostel Nanebevzetí Panny Marie a svatého Karla Velikého; kulturní památka
- Augustiniánský klášter na Karlově; kulturní památka
- Česká dětská nemocnice – č.p. 455/2; mezi ulicemi Ke Karlovu, Boženy Němcové a Sokolská
- Matematicko-fyzikální fakulta Univerzity Karlovy – č.p. 2027/3 a 2026/5
- Kupecká nemocnice – č.p. 458/4; kulturní památka
- Dům U stříbrného melounu – č.p. 457/7; kulturní památka
- Palác Voračických z Paběnic – č.p. 460/11; kulturní památka
- Zemská porodnice u Apolináře – Apolinářská 441/18; boční trakt, kulturní památka
- Městská přečerpávací stanice v Praze – Sokolská, zadní trakt
- Klášter augustiniánek (Praha) – č.p. 468/13 a 15; kulturní památka
- Kostel svaté Kateřiny Alexandrijské (Praha); kulturní památka
- bývalé Sanatorium Ondřeje Schneidera – č.p. 1771/18; kulturní památka
- Michnův letohrádek – č.p. 462/20, kulturní památka
- Muzeum Antonína Dvořáka – č.p. 462/20
- Střední průmyslová škola elektrotechnická – Ječná 517/30; roh ulic Ke Karlovu a Ječná, bývalé Reálné gymnázium v Ječné